# Günter Beyersdorff
Günter Beyersdorff (* 22. Januar 1945 in Arnsdorf) ist ein deutscher Bibliothekar und ehemaliger Hochschullehrer. Er war von 1978 bis 1997 Leiter des Deutschen Bibliotheksinstituts. 

## Leben
Beyersdorff studierte Volkswirtschaftslehre in Berlin. 1975 wurde er zum Professor an der Freien Universität Berlin (Institut für Bibliothekarausbildung) ernannt. 
Von dessen Gründung im Jahre 1978 bis 1997 leitete er das Deutsche Bibliotheksinstitut. Er war über 25 Jahre als Geschäftsführer des Deutschen Bibliotheksverbandes tätig und arbeitete in nationalen und internationalen Gremien mit. Seit 2000 ist er im Ruhestand, wirkt aber weiter als Gutachter und Autor sowie als Lehrbeauftragter am Institut für Bibliotheks- und Informationswissenschaft.

## Werke (Auswahl)
- Bibliothekenverbund und lokale Systeme/Günter Beyersdorff u. a.; Frankenberger, Rudolf; Gattermann, Günter; Lehmann, Klaus-Dieter u. a. - Berlin: Deutsches Bibliotheksinstitut, 1985. - Dbi-Materialien ; Nr. 45
- Was kostet die Fernleihe?: Untersuchung und Empfehlungen zu Kosten, Finanzierung und Abrechnung des Leihverkehrs und von SUBITO-Diensten; Bund-Länder-Initiative zur Beschleunigung der Literatur- und Informationsdienste SUBITO ; [diese Untersuchung wurde erstellt im Rahmen des vom Bundesministerium für Bildung, Wissenschaft, Forschung und Technologie (BMBF) geförderten Projektes W.0901.00 "SUBITO"] / Günter Beyersdorff. Deutsches Bibliotheksinstitut. - Berlin, 1996. - 36 S.: graph. Darst.(Arbeitshilfen // Deutsches Bibliotheksinstitut) ISBN 3-87068-608-1
- Informationsgesellschaft und Beschäftigung : Studie von Günter Beyersdorff und Kirsten Hoferer. Ehemaliges Deutsches Bibliotheksinstitut, New Book Economy BIS. - Stand: Dez. 1999. - Berlin, 2000. - 28 Anm. - 221 Lit.